# فيسبوك زيرو

شعار فيسبوك

فيسبوك زيرو (بالإنجليزية: Facebook Zero) هي مبادرة خاصة لتزويد خدمة الشبكات الاجتماعية تقوم بها شركة فيسبوك بالتعاون مع مزودي خدمة الانترنت للهاتف المحمول، حيث يقوم مقدمو الخدمة بالتنازل عن رسوم استخدام البيانات للوصول إلى الفيسبوك عبر الهواتف المحمولة. في حال استخدام النصوص المجردة ومن خلال نطاقات موقعها على شبكة الإنترنت، والتي تقع ضمن العنوانين: (0.facebook.com) و (zero.facebook.com) وذلك خلافا لموقع الجوال العادي (m.facebook.com) والذي يقوم بتحميل الصور أيضا). النسخة المجردة من الصور على شبكة الإنترنت لا يمكن الدخول إليها إلا من خلال مقدمي الخدمة الذين دخلوا في اتفاق مع الفيسبوك.

## تاريخ المنصة2025
أُعلن عن خطط لـاطلاق فيسبوك زيرو لأول مرة في المؤتمر العالمي للجوال في فبراير 2010 من قبل Chamath Palihapitiya. بالتعاون مع 50 شركة للهاتف النقال في جميع أنحاء العالم، كان رسميا من أطلقت في 18 مايو 2010.ويعتبر مخطط صفر تصنيف أو ممارسة تقديم بيانات مجانية لبعض الخدمات، تصفية الآخرين.
وظهر نموذج فيسبوك بنسخة جردت من المنصة، والتي أتيحت لجميع مالكي الهواتف المحمولة. وقد عرضت في الأسواق الناشئة لمعالجة مسألة الحدود القصوى للبيانات. وأوضح تقرير أن فيسبوك زيرو دعم بيانات الهاتف لفترة، مما يسمح بالوصول المجاني للمستخدم. كما يقدم فيسبوك المساعدة الفنية لشركات النقل الشريكة بحيث تتحمل العملية تكلفة منخفضة. في بعض البلدان، يتم تقديم Facebook Zero كجزء من خطة بيانات Free Basic الخاصة بشركة الاتصالات والتي يمكن أن تتضمن الوصول إلى Google و Wikipedia بالإضافة إلى المحتوى المترجم.
أصبح فيسبوك زيرو مثيرًا للجدل في بعض البلدان بسبب العديد من القضايا مثل حياد الشبكة. فعلى سبيل المثال، تحظر هيئة تنظيم الاتصالات في الهند الخدمات التي لا يتم تصنيفها على أساس «التعريفات التمييزية لخدمات البيانات على أساس المحتوى». كما ذكر انتقاد أن فيسبوك يمارس الاستعمار الرقمي لأنه لا يقدم إنترنت مفتوح بل يبني «شبكة صغيرة تحول المستخدم إلى مستهلك سلبي في الغالب لمحتوى الشركات الغربية في الغالب».

## رأي الجمهور
وذكر مقال لكريستوفر ميمس في كوارتز في سبتمبر 2012 أن فيسبوك زيرو لعب دورًا مهمًا جدًا في توسع فيسبوك في أفريقيا على مدى الأشهر الـ 18 التي تلت إصدار فيسبوك زيرو، مشيرًا إلى أن رسوم البيانات يمكن أن تكون مكونًا مهمًا في تكلفة استخدام الهاتف المحمول وأن التنازل عن هذه الرسوم يقلل من تثبيط كبير للأشخاص في أفريقيا لاستخدام فيسبوك.
كما تم اعتبار فيسبوك زيرو مصدر إلهام لمبادرة مماثلة قامت بها ويكيبيديا بعنوان ويكيبيديا زيرو.
وينظر المعلقون على الإنترنت إلى المنطقة الحرة من جوجل، وهي خدمة مماثلة أطلقتها جوجل في نوفمبر 2012، على أنها مستوحاة من فيسبوك زيرو وتحدي محتمل لها.
قضت اللجنة الفرعية للاتصالات في تشيلي بأن خدمات التصنيف الصفري مثل ويكيبيديا زيرو وفيسبوك زيرو والمنطقة الحرة من جوجلالتي تدعم استخدام بيانات الهاتف المحمول تنتهك قوانين حياد الشبكة وكان عليها إنهاء الممارسة بحلول 1 يونيو 2014.
في عام 2015، وجد الباحثون الذين يقيّمون كيفية تشكيل فيسبوك زيرو استخدام تكنولوجيا المعلومات والاتصالات في العالم النامي أن 11% من الإندونيسيين الذين قالوا إنهم استخدموا فيسبوك قالوا أيضًا إنهم لا يستخدمون الإنترنت. 65% من النيجيريين، 61% من الإندونيسيين، و58% من الهنود يوافقون على القول بأن «فيسبوك هو الإنترنت»

## مزودي الخدمة
العديد من شركات تزويد الخدمة توفر الفيسبوك زيرو ومنها:
- المغرب: اتصالات المغرب
- العراق: آسياسيل
- ألبانيا: اتصالات ألبانيا؛ فودافون ألبانيا
- الجزائر: جازي اوريدو
- أنغولا: يونيتيل
- بنغلاديش: غرامن فون
- الكاميرون: إم.تي.إن جروب
- كندا: ويند موبايل
- السلفادور: موفي ستار
- فيجي: ديجيسيل
- فرنسا: إس إف آر
- ألمانيا: إي-بلاس[13]
- اليونان: كوسموت؛[14] فودافون اليونان؛[15] ويند إيلاس[16]
- جورجيا: ماغتيكوم
- غينيا: إم تي إن جروب
- إندونيسيا: إكس إل أكساتا
- كوسوفو: إبكو
- ماليزيا: ديجي
- ميانمار: تيلينور
- نيوزيلندا: 2 ديغري[3]
- باكستان: تيلينور باكستان؛ زونج باكستان[17][18][19][20]
- الفلبين: سمارت[21]
- بولندا: بلاي
- قطر: فودافون قطر
- سورينام: ديجيسيال
- ترينيداد وتوباغو: ديجيسيال
- المملكة المتحدة: ثري
- زيمبابوي: تيليسيل
- كينيا: أيرتيل كينيا
- السعودية: إس تي سي
- فلسطين شركة جوال (شركة الاتصالات الخلوية الفلسطينية).[22]

## وصلات خارجية
- فيسبوك زيرو